# Sunggal Kanan
Sunggal Kanan is een bestuurslaag in het regentschap Deli Serdang van de provincie Noord-Sumatra, Indonesië. Sunggal Kanan telt 10.933 inwoners (volkstelling 2010).